# Vaudreching

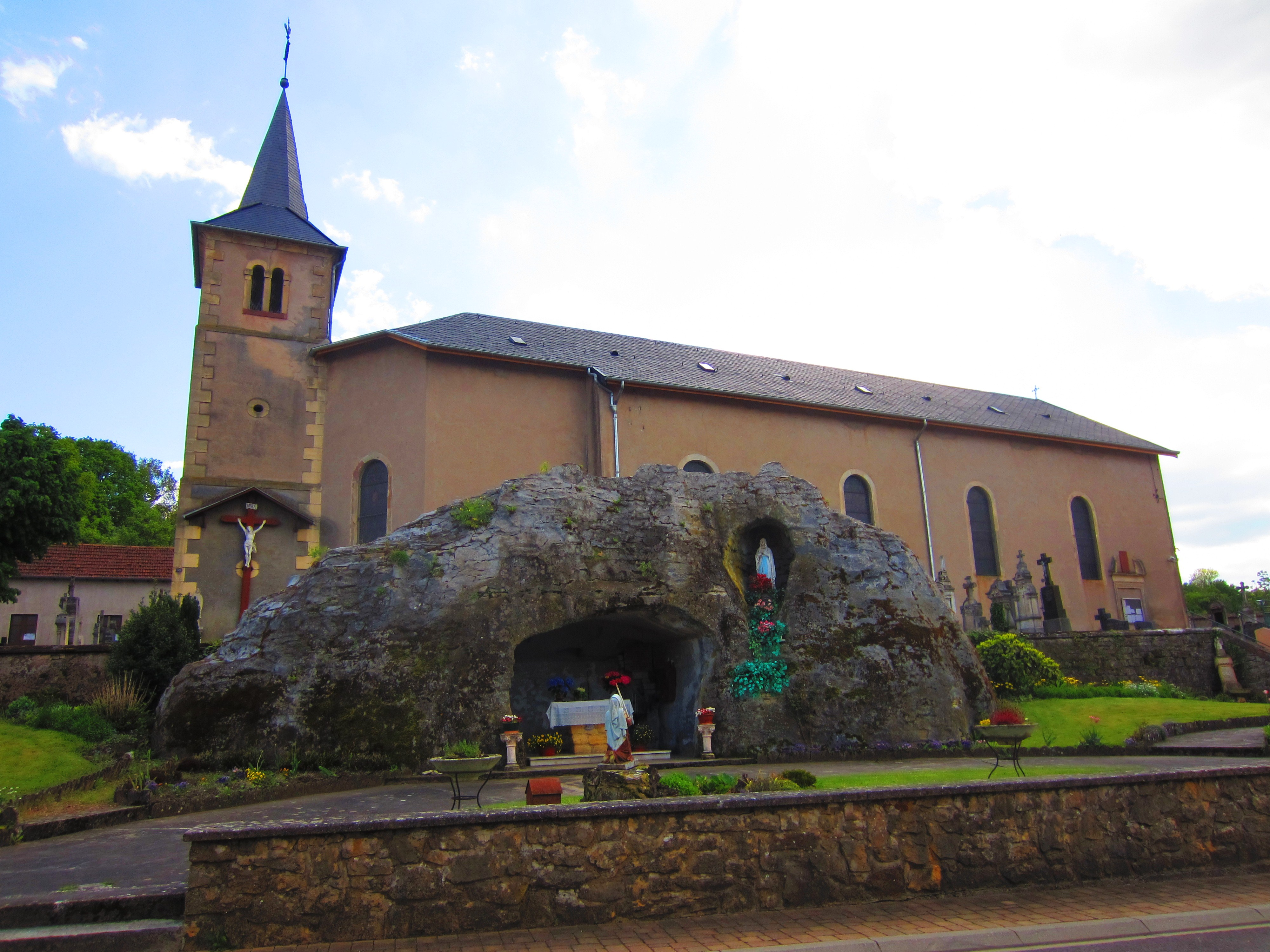
Kirche St. Remigius (Saint-Remi)

Vaudreching (deutsch Wallerchen, 1941–1944 Waldreich, lothringisch Walachen) ist eine französische Gemeinde mit 486 Einwohnern (Stand 1. Januar 2022) im Département Moselle in der Region Grand Est (bis 2015 Lothringen).

## Geographie
Die Gemeinde liegt am rechten Ufer der Nied, 34 Kilometer nordöstlich von Metz und grenzt unmittelbar südlich an Bouzonville (Busendorf), unweit der Grenze zum Saarland.

## Geschichte
Im Jahr 1179 wurde der Ort erstmals als Valdraca bzw. Waldraca erwähnt. Spätere belegte Namensvarianten sind Valdercka (1210), Waldinga (1314), Waldrick (1319), Valdergyen (1450), Walderca und Walderchen (1544), Weyllingn (1594), Valerchen (1599), Valderchen (1606), Vallerka (1633) und schließlich Valdrechen. Erst 1741 kam der heutige Name in Umlauf, allerdings ohne das „g“: Vaudrechin. Kurz vor der Französischen Revolution wurde 1779 die heutige französische Schreibweise Vaudreching eingeführt. Von 1871 bis 1918 hatte der Ort den deutschen Namen Wallerchen, von 1941 bis 1944 dann Waldreich (abgeleitet vom historischen Waldrick).
Die Ortschaft gehörte früher zum Herzogtum Lothringen im Heiligen Römischen Reich.
Durch den Frankfurter Frieden vom 10. Mai 1871 kam das Gebiet von Frankreich an Deutschland und das Dorf wurde dem Kreis Bolchen im Bezirk Lothringen des Reichslandes Elsaß-Lothringen zugeordnet. Auf der Gemarkung gab es einen Gipssteinbruch und im Ort eine Leinenweberei.
Nach dem Ersten Weltkrieg musste die Region aufgrund der Bestimmungen des Versailler Vertrags 1919 an Frankreich abgetreten werden. Im Zweiten Weltkrieg war das Gebiet von der deutschen Wehrmacht besetzt, und die Ortschaft stand bis 1944 unter deutscher Verwaltung.

### Wappen
Das Kreuz im Gemeindewappen erinnert an die Abtei Heiligkreuz in Bouzonville, von der Vaudreching abhängig war. Die Taube mit der Heiligen Ampulle ist das Symbol des Heiligen Remigius, des Schutzpatrons der Gemeinde.

### Bevölkerungsentwicklung
Im Jahr 1871 hatte der Ort 117 Häuser und 453 meist römisch-katholische Einwohner, unter denen sich eine evangelische Person und 51 Juden befanden. Im Jahr 1910 wurden 338 Einwohner gezählt.
| Jahr      | 1962 | 1968 | 1975 | 1982 | 1990 | 1999 | 2007 | 2019 |
| Einwohner | 461  | 526  | 513  | 511  | 530  | 510  | 540  | 504  |

## Sehenswertes
- Krippenlandschaft zur Weihnachtszeit im Chorraum der Kirche St. Remigius (Saint-Remi).

## Altdeutsche Literatur
- Georg Lang: Der Regierungs-Bezirk Lothringen. Statistisch-topographisches Handbuch, Verwaltungs-Schematismus und Adressbuch, Metz 1874, S. 124  (google-books.com).

## Belege
1. 1 2 3  Eugen H. Th. Huhn: Deutsch-Lothringen. Landes-, Volks- und Ortskunde, Stuttgart 1875,  S. 363 (google-books.com).
2. ↑  Wappenbeschreibung auf genealogie-loraine.fr (französisch)